# Home Lake
Home Lake är en sjö i Antarktis. Den ligger i Östantarktis. Nya Zeeland gör anspråk på området.